# Ризалит
Ризалитът е част от сграда, слабо издадена пред основната линия на фасадата, обикновено по цялата ѝ височина – от терена до покрива. Разпространено е мнението, че терминът произлиза от италианската дума risalita със значение „отстъп“, но в италианския ризалитът се нарича avancorpo. Ширината на ризалита обикновено е по-голяма от дебелината на стената. За разлика от крилата отстъпът е малък и не влияе на вътрешната планировка на сградата.
Ризалитите обикновено са разположени симетрично на централната ос на фасадата, в нейната средна, странична или ъглова част. В хоризонтално сечение могат да бъдат във формата на правоъгълник, полукръг или непълен полукръг. С тяхна помощ сградата се оживява, те внасят разнообразие в пространствената организация на фасадата и съставляват едно цяло с основната постройка. Оформят се като самостоятелни архитектурни елементи, разчленени с пиластри, корнизи и завършващи с фронтон.
Ризалитът се използва още от времето на Ренесанса, обикновено при дворцовото строителство. Впоследствие започва да се прилага и при административни и обществени сгради, както и при блоковото строителство. Получава популярност при барока и класицизма и се завръща по време на увлечението по историческите стилове в края на 19 и началото на 20 век.
Характерна за архитектурата на класицизма е тристепенната схема на ризалитите, с подчертаване на главната фасадна ос на симетрия. Обикновено се изгражда един по-голям централен ризалит и два странични, по-малки. За бароковата архитектура са типични по-големите ъглови ризалити.